# Anderlues
Anderlues (en való Anderluwe) és un municipi belga de la província d'Hainaut a la regió valona. És travessat pel riu Haine.

## Evolució demogràfica
Font: Institut Nacional d'Estadística de Bèlgifa (NIS)

## Agermanaments
- Gigondas